# 詹姆斯·霍格
詹姆斯·霍格（英語：James Hogg，1770年—1835年11月21日）是一位苏格兰作家、诗人。他本是苏格兰埃特里克的牧羊人，靠自学成才，因此后来获得“埃特里克的牧羊人”（Ettrick Shepherd）之称，结识了沃尔特·斯科特等大作家。其成名作为《一個稱義罪人的私下回憶錄與自白書》（The Private Memoirs and Confessions of a Justified Sinner） 。

## 生平
1770年，他出生于苏格兰埃特里克的一个小农场，是家中次子，具体出生时间已无法考证。他的父亲罗伯特（1729–1820）是一名佃农，其母玛格丽特（原姓Laidlaw，1730–1813）喜欢收集苏格兰民谣。他曾在当地的教区学校里上过几个月学，但很快因父亲破产而辍学，他只好在靠给邻居当牧羊人补贴家用。他的早期文学知识来自圣经和其母、其叔讲给他的故事。后来又在给其他人家当牧羊人的过程中学会读报。 1801年，他受雇给沃尔特·斯科特的《苏格兰边区歌谣集》（The Minstrelsy of the Scottish Border）收集民谣，后来得到机会见到斯科特本人，并开始在《爱丁堡杂志》工作，开启他的文学生涯。

## 扩展阅读
- Parr, Norah (1980), James Hogg at Home: Being the Domestic Life and Letters of the Ettrick Shepherd , Douglas S. Mack, Dollar, ISBN 9780950541624
- Petrie, Elaine E. (1981), Hogg at Home and Abroad, review of The Private Memoirs and Confessions of a Justified Sinner, in Murray, Glen (ed.), Cencrastus No. 6, Autumn 1981, pp. 39 & 40
- Gilkison, Bruce (2016), Walking with James Hogg: The Ettrick Shepherd's Journeys through Scotland, Edinburgh University Press, ISBN 978-1-4744-1538-5